# Aeroport de Moulay Ali Cherif
L'aeroport de Moulay Ali Cherif —àrab مطار مولاي علي الشريف, Maṭār Mūlāy ʾAlī ax-Xarīf— (codi IATA: ERH, codi OACI: GMMD) és un aeroport que es troba a 3 kilòmetres de la ciutat de Rachidia, al Marroc.

## Instal·lacions
L'aeroport es troba en una elevació de 3,428 peus (1,045 m) sobre el nivell mitjà del mar. Hi ha una pista d'aterratge dissenyada 13/31 amb una superfície d'asfalt que fa 3,200 per 45 metres (10,499 × 148 ft).

## Aerolínies i destinacions
| Aerolínies                                         | Destinacions           |
| -------------------------------------------------- | ---------------------- |
| Royal Air Maroc operat per Royal Air Maroc Express | Estacional: Casablanca |
| Air Arabia Maroc                                   | Fez                    |